# باتريك راسيل (عالم نبات)
باتريك راسيل (بالإنجليزية: Patrick Russell)‏ (و. 1726 – 1805 م) هو عالم نبات، وعالم طبيعة، وعالم زواحف، وجراح من مملكة بريطانيا العظمى، ولد في إدنبرة، كان عضوًا في الجمعية الملكية، توفي عن عمر يناهز 79 عاماً.

## التعليم
تعلم في جامعة إدنبرة
.

## جوائز
حصل على جوائز منها:

زميل في الجمعية الملكية